# 斯特凡·贝尔
斯特凡·贝尔（德語：Stefan Bell，1991年8月24日—）是一位德国足球运动员，现效力于德甲俱乐部美因茨05，于场上司职后卫。

## 足球生涯

### 俱乐部生涯
贝尔是在韦尔/里登/福克斯费尔德青年竞赛俱乐部（Jugendspielgemeinschaft Wehr/Rieden/Volkesfeld）开启足球生涯，并于2006年转投迈恩。2007年，他进入美因茨05的青训营。在2008-09赛季和2009-10赛季，贝尔共代表美因茨U19队参加过42场19岁以下德甲联赛并射入5球。在2009-10赛季，他还曾入选美因茨05二队（U23队）参加过3场西部地区联赛。甚至在随后一个赛季的首轮比赛中，他也出现在美因茨05二队的大名单中。
2010年8月16日，贝尔被租借至德乙俱乐部慕尼黑1860，为期一年，同时他也延长了自己与美因茨的合同直至2013年止。2010年8月29日，贝尔在1860完成了职业赛事首秀，于主场对阵奥斯纳布吕克的比赛中首发亮相。他在接下来的比赛中主要担当后卫，却在赛季后半程因脚踝受伤而缺阵数周。直至联赛最后一轮，他才在中场休息后复出亮相。在效力1860期间，贝尔共出场24次并射入2球。
到了2011-12赛季，贝尔再被租借至另一家德乙俱乐部法兰克福，并延长自己与美因茨的合同直至2014年夏季。2012年1月9日，租借期因应贝尔的要求被提前终止，他回到美因茨。他代表美因茨在德甲的首秀是2012-13赛季的第15轮（2012年12月1日）主场迎战汉诺威96的比赛（2比1），贝尔于第90分钟替换尼古拉·穆勒登场。2014年2月，贝尔又将与美因茨之间原本于赛季末届满的合同延长至2018年夏季。在2014-15赛季的第12轮，贝尔接队友冈崎慎司的传球射入自己的德甲首球，帮助球队最终以2比2战平弗赖堡。

### 国家队生涯
贝尔曾入选过各年龄组别的德国青年国家足球队。他在德国U19、U20和U21国家队都有过出场纪录。